# Црна Гора
Црна Гора је држава у југоисточној Европи, која се налази на Балканском полуострву. Граничи се са Босном и Херцеговином на сјеверозападу, Србијом на истоку, Албанијом на југоистоку и Хрватском на западу, док на југозападу има обалу дуж Јадранског мора. Главни и највећи град је Подгорица, док Цетиње има статус пријестонице.
Током раног средњег вијека, три српске кнежевине постојале су на простору данашње Црне Горе: Дукља, Травунија и Рашка. Године 1042. архонт Стефан Војислав водио је побуну која је довела до независности Дукље од Византијског царства и успостављања династије Војислављевић. Након двовјековне владавине Немањића, у 14. и 15. вијеку облашћу  Зете самостално владају династије Балшић (1356—1421) и Црнојевић (1431—1498) за чије вријеме први пут се користи садашњи назив. Након пада под османском влашћу, Црна Гора је повратила дефакто независност 1697. године под влашћу династије Петровић Његош као теократска држава прије него што је постала секуларна књажевина 1852. Дејуре независност је стекла од стране Великих сила на Берлинском конгресу 1878. након Црногорско-турског рата. Године 1910. постала је краљевина. Након Првог свјетског рата, постала је дио Југославије. Након распада Југославије, републике Србија и Црна Гора су заједно прогласиле федерацију СРЈ, касније Србија и Црна Гора. Након референдума о независности одржаном у мају 2006, Црна Гора се издвојила из заједничке државе.
Црна Гора има привреду са вишим средњим приходима и сматра се транзиционом економијом ка тржишној привреди. Црна Гора је чланица бројних међународних организација, међу којима су Уједињене нације, НАТО, Свјетска трговинска организација, Организација за европску безбједност и сарадњу, Савјет Европе и ЦЕФТА. Црна Гора је оснивачка чланица Уније за Медитеран. У процесу је приступања Европској унији.

## Етимологија
Име Црна Гора се на овим просторима први пут званично јавља 1296. године у повељи српског краља Стефана Уроша II Милутина из династије Немањића. Јавља се у облику оть Чрне Горе, у контексту области око Црмнице и врањинскога манастира, Скадарског језера. Та Црна Гора је једна од бројних области у средњовјековној српској монархији која носи идентично име. Значење имена лежи у словенском топониму за велике и густе горе или мрке шумовите предијеле, а овдје је изведено према томе што су у средњем вијеку Ловћен, његова предгорја и подручја староцрногорских планина били покривени густим (црногоричним) шумама.
У италијанским изворима Црна Гора се први пут помиње у изворном облику 1348. као Cerna Gora, а у дубровачким изворима 1379. као Cernagora. Италијански извори је такође биљеже као Montagna Negra, Montenegro или Monte Negro и отуда је име Montenegro ушло у несловенске језике. Као Montenegro спомиње се и у латинским которским споменицима 1397, а као Monte Negro 1443. и Crnagora 1458. Године 1435, у уговорима између деспота Ђурђа Бранковића и Млечана помињу се catuni Cerna Gora или catunos Cernagora.

## Географија

### Положај
Црна Гора се налази у југоисточној Европи на Балкану. Територија Црне Горе заузима приближно 13.812 км2. Граничи се са Хрватском (14 км) на западу, Босном и Херцеговином на сјеверу (225 км), Србијом на истоку (203 км), Албанијом на југу (172 км), а од Италије је раздвојена Јадранским морем. Дужина обале је 293,5 км.
Крајње тачке Црне Горе су:
- сјевер: 43° 32' СГШ, 18° 58' ИГД — обронци планине Ковач код мјеста Моћевићи
- југ: 41° 52' СГШ, 19° 22' ИГД — код аде Бојане, на ушћу ријеке Бојане
- исток: 42° 53' СГШ, 20° 21' ИГД — код села Јабланица источно од Рожаја
- запад: 42° 29' СГШ, 18° 26' ИГД — код села Суторина у близини Херцег Новог[14]

Црна Гора се распростире од високих врхова на граници са Србијом и Албанијом и шири се великом равницом која се простире неколико километара. Равница грубо нестаје на сјеверу, гдје се Ловћен и Орјен нагло спуштају у Боку Которску.

### Геологија и рељеф
Велики крашки предио у Црној Гори углавном лежи на висинама од 1000 m изнад нивоа мора, а неки дијелови иду скоро до 1.900 m, као на примјер планина Орјен, највиши масив међу приобалним кречњачким вијенцима.
Планине Црне Горе спадају у једне од најнегостољубивијих терена у Европи. Њихова просјечна надморска висина је више од 2.000 m. Највиши врх Црне Горе је Зла Колата на Проклетијама са надморском висином од 2534 m. Један од најпознатијих врхова Црне Горе је Боботов Кук на планини Дурмитор, који се налази на висини од 2523 m. Планине Црне Горе спадају у терене Балканског полуострва највише измијењене ерозијом током посљедњег леденог доба.
Јадранска област захвата релативно узани појас Црногорског приморја од рта Оштро до ушћа ријеке Бојане, а према унутрашњости Јадранска област се шири ка долини Бојане и Скадарској котлини, и ка долинама Мораче и Зете. На кречњачкој подлози развила се посебна врста тла-црвеница, погодна за узгој дувана, винове лозе, воћа, маслина и других култура. Поред црвенице јавља се и флишно земљиште. Јадранска област се дијели на: Бококоторски залив, Црногорско или Паштровићко приморје, Барско поље, Скадарски басен и Зетско-Бјелопавлићку равницу.
- Бококоторски залив састоји се од четири мања залива: Топланског, Тиватског, Рисанског и Которског. Топлански и Тиватски залив спаја тјеснац Кумбор, а Тиватски и Рисански тјеснац Вериге.
- Паштровићко приморје протеже се од Боке до Улциња. Изнад њега се издижу планине Румија и Суторман. Некадашње острво Свети Стефан пјешчаном превлаком спојено је са обалом и претворено у полуострво и туристички град-хотел. Овај дио Јадранске области располаже пјесковитим плажама Петровац, Милочер, Свети Стефан, Улцињ итд. Велика Плажа код Улциња је најдужа од плажа у Црној Гори, дуга око 13 км.
- Барско поље је најзначајнији жељезнички, лучки и индустријски центар.
- Скадарски басен представља највећу криптодепресију на Балканском полуострву. Његова највећа дубина лежи 38 m испод нивоа мора, а површина воде језера је 6 m изнад нивоа мора. Оно је уједно и највеће језеро Црне Горе.
- Зетско-Бјелопавлићка равница се протеже око ријека Мораче и Зете све до недалеко од Никшићког поља. Плодно тло, обиље воде, медитеранска клима учинили су да је ово најплоднији дио Црне Горе и њена житница.

#### Фосилни глацијални рељеф
Према досадашњим проучавањима поуздани глацијални трагови пронађени су на Проклетијама, Хајли, Жљебу, Дурмитору, Бјеласици, Сињајевини, Маглићу и Орјену.
Између Сутјеске и Пиве постојали су Трновачки, Стабањски и Суводолски ледник. Са Сињајевине спуштао се Колашински ледник који је имао дужину од 14 km. Биоградски ледник спуштао се са Бјеласице. Био је дугачак 5 km а ширина његовог валова достизала је 3 km. Он је на месту отапања наталожио морене и формирао терминални басен у коме се данас налази Биоградско језеро.
Ледени покривач током плеистоцена постојао је и на планини Орјен. Према Албрехту Пенку он се простирао на око 80 km². С обзиром на малу удаљеност од мора, Орјен је и током Плеистоцена примао велику количину падавина. Са његове кречњачке површи разилазило се 20 ледничких језика. Они су се кретали преко вртача и увала у којима се, након њиховог отапања, задржао моренски материјал. Ледници су се спуштали до 900 m на западу односно до 600 m надморске висине на истоку. Са северне стране, на јужном ободу Граховског поља, сталожен је флувиоглацијални материјал у виду огромне плавине.

### Клима
На климу Црне Горе утичу велике водене површине Јадранског мора и Скадарског језера, као и дубок улазак Бока Которске у копно, планинско залеђе у близини обале (Орјен, Ловћен и Румија) и планинама Дурмитор, Бјеласица и Проклетије.
У Приморју и Зетско-бјелопавлићкој равници влада средоземна клима, са топлим и сувим љетима и благим и кишовитим зимама. Током зиме са копна ка мору дува сува и хладна бура, док у јесен са мора дува југо доносећи топао ваздух из сјеверне Африке и велике количине падавина. Планина Орјен спада у најкишовитија мјеста у Европи. У тој области падне годишње 4600 mm падавина, на стрмим падинама Орјена у мјесту Црквице годишње просјечно падне око 5000 mm, што представља европски максимум падавина, а у рекордним годинама близу 7000 mm/m².
Знатно оштрију климу имају крашка поља испод околних планинских врхова удаљена 20–80 км од мора. У централном и сјеверном дијелу Црне Горе влада планинска клима, а на крајњем сјеверу Црне Горе и континентална клима, коју осим великих дневних и годишњих амплитуда температуре карактерише и мала годишња количина падавина уз прилично равномјерну расподјелу по мјесецима. У планинским областима на сјеверу љета су релативно хладна и влажна, а зиме дуге и оштре, са честим мразевима и ниским температурама, које нагло опадају са надморском висином.

### Воде
Ријеке Црне Горе припадају Црноморском и Јадранском сливу. Најдужа ријека је Тара (141 км), а остале дуже ријеке су Пива, Ћехотина, Зета, Морача и Бојана. Ријека Тара протиче кроз кањон дубок 1.300 m. Једина пловна ријека је Ријека Црнојевића.
Највеће језеро Црне Горе је Скадарско језеро, које је највеће језеро на Балканском полуострву. Скадарско језеро је криптодепресија. Језера у планинском дијелу Црне Горе су ледничког поријекла. Највећа и најпознатија од њих су Плавско, Биоградско, Шаско и Црно језеро.

### Флора и фауна
У Црној Гори самоникло расте 2880 врста и подврста виших биљака (папрати и цвјетница), међу којима су 212 ендемити Балканског полуострва, а 22 врсте ендемити Црне Горе. Територија Црне Горе се може подјелити на три екорегије: илирске листопадне шуме, средоземну вегетацију на приобаљу, те још два подтипа мјешовитих шума (балканске мјешовите шуме на крајњем сјеверу и истоку и динарске мјешовите шуме у остатку земље.
Животињски свијет Црне Горе спада у зоогеографску област Палеарктика, али се на њеној територији укрштају фауне и неких других области: Медитерана, средње Европе и предње Азије. С друге стране, данашња фауна Црне Горе представља остатак квартарне фауне која је на овом подручју била необично богата. Балканско полуострво је за вријеме леденог доба имало релативно блажу климу и било уточиште бројним биљним и животињским родовима и врстама. У вријеме квартара на овом подручју живјеле су данас изумрле врсте као: црвени алпски вук (Cuon alpinus europaeus), пећинска хијена (Crocuta spelaea), пећински медвјед (Ursus speleus), леопард (Leopardus pardus), дивљи коњ, вунасти носорог (Coelodonta antiquitatis), гигантски јелен (Megaceros giganteus), бизон (Bison priscus), дивље говече (Bos primigenius) и др. Бројне су биле и данас постојеће врсте које су из фауне Црне Горе нестале углавном у историјско вријеме, као што су рис (Lynx lynx), јелен лопатар (Dama dama), јелен (Cervus elephus), козорог (Capra ibex) и др.

### Национални паркови
У Црној Гори постоји пет националних паркова:
| Име              | Основан | Величина (ha) | Слика                          |
| ---------------- | ------- | ------------- | ------------------------------ |
| Дурмитор         | 1952.   | 39.000        |                                |
| Биоградска гора  | 1952.   | 5.650         |                                |
| Ловћен           | 1952.   | 5.650         | Ловћен са Његошевим маузолејом |
| Скадарско језеро | 1983.   | 40.000        |                                |
| Проклетије       | 2009.   | 16.630        |                                |

## Историја

### Праисторија
Најстарији трагови људских насеобина на тлу данашње Црне Горе датирају из средњег палеолита. У пећини Црвена стијена, близу границе са Босном и Херцеговином над Требишњицом, пронађена су оруђа за рад, оружја за лов, предмети везани за сакралну употребу и накит, који се датирају у доба од прије шездесет, односно тридесет и пет хиљада година. Налази насеља из каменог доба су пронађени код Берана у Беран Кршу и Петњику, док из бронзаног доба потичу остаци утврђења у Петровићима код Црвене стијене, Заврх код Никшића и Међеђој глави код Подгорице, затим насеља из Зогањ-Ћерета код Улциња и Бједетића на Лиму, осликана пећина код Рисна и читав низ усамљених налаза. Из прелазног периода бронзаног у гвоздено доба, пронађени су махом појединачни налази, док су у гвоздено доба датиране некрополе у Мијелој на Скадарском језеру и Будви са насељем из истог доба, затим хумке у Готовуши над Ћехотином, код Берана и Црвене стијене.
Поред ових налаза, треба истаћи и остатке четири утврђења (Јазаљ, Рогамске стране, Тријебач и Кабао) око ушћа Зете у Морачу, која нису датирана, као и хумке на Цијевној код Подгорице, Грбљу, у Његушима, Цетињу и Никшићу, на Савином лакту и код Црвене стијене (Бањани и Дрпе). Налази предмета сродних Старчевачкој култури на цијелој територији данашње Црне Горе, указује на континуитет људских насеља на овом простору.

### Антика
Током античког периода, на простору западног Балкана, живјела су илирска племена. На простору данашње Црне Горе и сјеверне Албаније, живјели су Лабеати. Они су основали град Скодру (данашњи Скадар), који је у 3. вијеку п. н. е. постао престоница простране илирске државе, на чијем челу се нашао краљ Агрон. Њихово гусарење по Јадрану, довело је до два рата са Римљанима (229—228. п. н. е. и 219. п. н. е.) у којима су Илири предвођени краљицом Теутом сузбијени, након чега се она повукла у Рисан и прихватила мир којим су Римљанима припале територије западно од Боке. Током наредних вијекова, Римљани су заузели цијели Балкан, а посљедњи отпор Илира сломљен је за вријеме Батоновог рата (6—9).
Током римске владавине, на простору данашње Црне Горе, појавило се племе Доклеата, чији се главни град налазио недалеко од данашње Подгорице и звао Доклеа, од чега је у средњем вијеку настао термин Дукља, за државу насталу на том простору. Првобитно је подручје данашње Црне Горе ушло у састав провинције Далмација, а касније, послије Диоклецијанових реформи (293), улази у састав провинције Превалитане. На њеном простору се, уз већ поменуту Доклеу, јављају градови Rhisinium, Butua и Olcinium на обалама Јадранског мора и Andabra у унутрашњости. Подјелом Римског царства 395. године, готово цијело подручје данашње Црне Горе улази у састав Источног римског царства. Током наредних вијекова, цјелокупно Балканско полуострво бива изложено варварским нападима у којима су уништене тековине Римске државе, велики број градова је порушен, укључујући и Доклеу, а локално романско становништво се одржало само у јаким приморским градовима, у којима су се склањали и избјегли народи из унутрашњости.

### Средњи вијек
Прве словенске миграције на територију данашње Црне Горе су се одвиле у 5. вијеку, а први већи талас Словена стиже у првој половини 6. вијека. Словени који су дошли у Дукљу су претходно путовали са другим Бијелим Србима из Бојке и стигли у Сервију која се налазила у византијској теми Солун.
На простору данашње Црне Горе, развила се у раном средњем вијеку кнежевина Дукља, која је заједно са околним српским приморским кнежевинама ушла у састав прве српске државе коју је средином 9. вијека основао кнез Властимир.
Након њене пропасти, послије смрти Часлава Клонимировића средином 10. вијека, Дукља наставља свој самостални развој и у њој се крајем истог вијека као владар јавља Јован Владимир. Иако се о његовој владавини релативно мало зна, његов култ у народу је и данас велики, о чему свједочи и изношење његовог крста на врх Румије, које се традиционално обавља сваке године. Извјесно је да је био ожењен Самуиловом ћерком и да је захваљујући том браку сачувао управу над Дукљом, као Самуилов вазал. Почетком 11. вијека је убијен по налогу Самуиловог братанца Јована Владислава током унутрашњих борби за власт у Самуиловом царству, које убрзо након тога пропада, а територија Дукље улази у састав Византије.
Кнез Дукље и оснивач династије Војислављевића Стефан Војислав успио је 1036. године да накратко збаци византијску власт, али је ухваћен и одведен у Цариград. Свега неколико година касније, Војислав је побјегао из заробљеништва и поново збацио византијску власт у Дукљи, користећи се унутрашњим сукобима у самој Византији, али и словенским устанком Петра Дељана који је букнуо 1041. године. Током јесени 1042. године драчки стратег је напао Дукљу. Користећи се ратним лукавством, Војислав га је навукао у уске кланце недалеко од Бара и у изненадном ноћном нападу 7. октобар (данас се овај датум узима као дан војске Црне Горе) разбио византијску војску у бици код Бара.
Војислава средином вијека насљеђује његов син Михајло који, вођењем успјешне политике, успијева да очува самосталност Дукље односно Зете и да је око 1077. године уздигне на ранг краљевине, чиме Зета постаје прва српска краљевина. Његов син Бодин обједињава српске земље, припајањем Рашке, Босне и Захумља, а крајем вијека у својој престоници Скадру угошћује крсташе I крсташког похода предвођене Ремоном Тулуским. Након његове смрти, око 1101. године, Зету почињу да потресају унутрашње размирице међу Војислављевићима, што доводи до њеног слабљења и губитка краљевске круне. Завршни чин владавине династије Војислављевића се одиграва током 80-их година 12. вијека, када их рашки велики жупан Стефан Немања потискује као византијске вазале из Зете и око 1186. године цјелокупну Зету ставља под своју власт, дајући је на управу свом најстаријем сину Вукану.
Након Немањиног повлачења 1196. и предаје власти средњем сину Стефану, Вукан почиње да води активну политику са циљем преузимања власти у Рашкој, што му на кратко и успијева почетком 13. вијека, али по цијену ступања у вазалне односе са краљевином Угарском чији владари од тада у својој титули носе и титулу краљ Србије. Без обзира на то, он је вратио Зети краљевску титулу, тако да су и он, као и његов син и наследник Ђорђе управљали њоме са титулом краља, до почетка 40-их година 13. вијека. Међутим, током владавине Уроша I, укида се наследно управљање Зетом и другим областима краљевине Србије, а управу над областима је додјељивао сам краљ. Током овог периода, на простору Зете подижу се значајни манастири: Свети Петар у Бијелом Пољу (у коме је писано Мирослављево јеванђеље), Ђурђеви Ступови у Беранама, Морача и други, а у писаним изворима се по први пут јавља њено данашње име Црна Гора.
Послије Драгутиновог збацивања Уроша 1276. године, Зетом управља његова мајка и Урошева супруга Јелена до своје смрти 1314. године. За владавине краља Милутина она представља посјед који је додељиван на управу престолонасљеднику младом краљу, али и база незадовољне властеле, тј. ослонац за будуће побуне синова престолонасљедника против својих очева на власти. Милутинов син Стефан је 1314. године подигао неуспјешну побуну против оца у Зети, а четврт вијека касније (1331), његов син Душан из Зете подиже побуну у којој збацује оца и преузима власт. Током његове владавине, српска држава се удвостручује и бива уздигнута на ранг царевине, а управа над Зетом бива додјељена породици Балшића.
Након Душанове смрти и почетка распада Српског царства, Балшићи почињу да воде самосталну политику у односу на његовог насљедника цара Уроша. Они су се сродничким везама повезали са Мрњавчевићима и Хребељановићима, да би са почетком Османске најезде покушали да се супротставе освајачима, како оружјем, тако и уступањем приморских градова Млечанима (Скадар, Дриваст и други) 1396. године. Посљедњи Балшић, Балша III је водио дуготрајне неуспјешне ратове са Млетачком републиком да би повратио приморске градове (Први и Други скадарски рат). Пред своју смрт своје посједе предаје свом ујаку деспоту Стефану Лазаревићу који наставља борбе са Млечанима око зетског приморја. Његов насљедник Ђурађ наставља са покушајима да дипломатским путем склопи мир са Млечанима, али са првим падом деспотовине 1439. године сви његови покушаји падају у воду, а Млечани до 1443. године овладавају Доњом Зетом и цијелим приморјем.
Крајем 14. вијека, као противници Балшића у Зети, јављају се Црнојевићи. Са ширењем млетачких посједа средином 15. вијека и надирањем Османлија, њихов представник Стефан постаје 1451. године млетачки вазал и од њихове стране бива признат за господара Зете. Његов син Иван покушао је да очува власт између Млечана и Османлија, али су 1479. године цјелокупну његову државу освојиле Османлије, а он је са породицом побјегао у Млетачку републику. Након смрти султана Мехмеда II, он се вратио у Црну Гору и успио да обнови своју власт у њој. Током његове владавине престоница Црне Горе пренијета је из Жабљака на Цетиње, на коме је он основао велики манастир. За владавине његовог сина (Ђурђа (1490—1496) Црна Гора ће 1496. године пасти у османске руке, а породични поседи ће још неко време остати у власништву Ђурђевог млађег брата Стефана, који се око 1499. године замонашио. Значај породице Црнојевића и њихове владавине, лежи и у чињеници да су они на Цетињу, у склопу манастира, основали прву ћириличну штампарију (Ђурађ је 1492. године купио у Венецији штампарску пресу) на овим просторима, која је 4. јануарa 1494. године одштампала своју прву књигу „Октоих” (прва словенска ћирилична штампарија је отпочела са радом 1491. у Кракову).

### Турска владавина
Османлије су припојили Црну Гору Скадарском санџаку. Кратко вријеме Црна Гора је постојала и као посебан санџак од 1514. до 1528. и поново неко вријеме између 1597. и 1614. године.
У 16. вијеку Црна Гора је добила специјалну и јединствену аутономију у оквиру Османског царства, чиме су локална племена била ослобођена многих обавеза због такве аутономије. Учестале и крваве борбе су вођене са Турцима током читавог XVI и XVII стољећа, о чему се написане бројне епске и народне пјесме. И поред свега тога, Црногорци нису прихватали османску власт, те су у 17. вијеку подизали бројне буне. Током овог периода, Црна Гора је постала теократска држава на чијем су челу биле владике Црногорске митрополије, а која је свој процват доживјела за вријеме владика из редова породице Петровић-Његош. У таквој држави, Млетачка република је имала и свог човјека са звањем гувернадура који се у њено име мијешао у црногорску политику.
Племенска самосталност и анархија је била највећа сметња развијању централне власти у Црној Гори. Владавина Шћепана Малог у Црној Гори, који се представљао као збачени руски цар Петар III, је за кратко успјела раздвојити свјетовну од црквене власти, те дјелимично сузбити племенску неслогу и учврстити централну власт. Владика Петар I Петровић Његош је клетвама безуспјешно покушавао да измири црногорска племена. За вријеме његове владавине, Црногорци су 1796. поразили скадарског пашу Махмуд-пашу Бушатлију на Мартинићима и Крусима. Након пада Млетачке републике под власт Наполеонове Француске, владика Петар I је успио да од Француза преотме Боку Которску, али је она Бечким конгресом додијељена Хабзбурзима. Такође је покушао да уједини Црну Гору са устаничком Србијом, али до тога није дошло. Ипак, за вријеме његове владавине Старој Црној Гори је припојена регија Брда.
Његов насљедник владика Петар II Петровић Његош је даље радио на ојачавању централне власти и 1832. године је укинуо звање гувернадура, пошто је Аустрија, која је наслиједила Млетачку републику, почела да се мијеша у унутрашње ствари Црне Горе. Владика Петар II није имао успјеха у спољној политици. Херцеговачки паша Али-паша Ризванбеговић са Смаил-агом Ченгићем је поразио Црногорце на Грахову 1836. године. Црногорски владика Петар II Петровић Његош се осветио подстицањем Дробњака, који су на Мљетичку 1840, сачекали и убили Смаил-агу Ченгића, који је био муселим дробњачки. Након битке на Грахову, Петар II је морао Аустрији да преда манастире Маине и Стањевиће, а скадарски паша је 1843. преотео и острва Врањину и Лесендру.
Црна Гора се из теократске државе трансформисала у световну за вријеме владавине Данила Петровића који је 1852. проглашен за књаза Црне Горе. Кнез Данило се одмах на почетку своје световне власти суочио са могућношћу окупације Црне Горе од стране турске војске под заповједништвом Омер-паше Латаса. Црну Гору су од покоравања спасиле дипломатске акције Аустрије и Русије. Пошто су Црногорци пружали помоћ херцеговачким устаницима, Порта је поново наредила босанском везиру да нападне Црну Гору, али су Турци поражени у бици на Граховцу 1858. Послије ове битке је извршено проширење и разграничење Црне Горе са Турском, али је Црна Гора и даље остала међународно непризната држава. Кнез Данило је доношењем Даниловог законика ојачао своју власт. Убијен је у Котору 1860, а наслиједио га је синовац Никола I Петровић.

### Независност Црне Горе
Како је Црна Гора и даље пружала помоћ херцеговачким устаницима, Порта је 1862. поново послала Омер-пашу Латаса да покори Црну Гору. Црну Гору од капитулације је поново спасила дипломатска акција Русије. Кнез Никола I је више успјеха имао у рату 1876—1878. након новог устанка у Херцеговини. За разлику од Србије, Црна Гора је имала више успјеха и однијела побједе на Вучјем долу и Фундини. Берлинским конгресом територија Црне Горе је удвостручена и призната јој је независност.
Иако се краљ Никола у јавности позивао на државност Немањића, Црнојевића и Балшића, не постоји било каква директна веза између средњовјековних држава и нововјековне државе Црне Горе.
Послије рата услиједила је модернизација државе, што је кулминирало доношењем првог устава 1905, којим је Црна Гора дефинисана као уставна монархија, али је практично сву власт задржао кнез Никола. Овај период је обиљежио сукоб између краљевих противника окупљених у Клуб Народне странке  који су се борили за ограничавање краљеве власти и мањинских краљевих присталица окупљених у Праву народну странку.
Црна Гора је као руски савезник учествовала у Руско-јапанском рату 1904—1905. Међутим, услијед велике географске удаљености, учешће Црне Горе је било само симболично, јер је тиме исказивала своју захвалност Русији због помоћи у рату против Турске. Црногорски војници су се налазили у незнатном броју у војним јединицама руске војске.
Године 1910, на 50. годишњицу своје владавине, кнез Никола је Црну Гору прогласио краљевином, а себе њеним првим (и јединим) краљем.
У Првом балканском рату 1912—1913. Црна Гора је била у савезу са Србијом, Грчком и Бугарском против Османског царства. И поред великих губитака на његовом ослобађању, Црна Гора је морала да препусти освојени Скадар новооснованој Албанији, али је са Србијом успоставила заједничку границу у Новопазарском санџаку и Метохији.
У Првом свјетском рату Црна Гора је стала уз Србију против Централних сила. Херојске подвиге, црногорска војска је показала штитећи повлачење српске војске кроз Албанију, али је на крају и сама капитулирала 1916, а краљ Никола је напустио земљу. Године 1918, српска и друге савезничке војске ослобађају Црну Гору од окупатора. Након ослобађања, у Подгорици се окупља Подгоричка скупштина која доноси одлуку о безусловном присаједињењу Црне Горе Србији.

### Југословенске државе и модерна историја
Због италијанског незадовољства да будућа Србија има излаз на море, ова краљевина подстиче многе бивше чиновнике краља Николе, као и противнике безусловног уједињења са Србијом, на побуну, а за њено дизање искориштени су божићни црквени сабори 7. јануара 1919. године. Како побуна није дала жељени резултат, она се претворила у хајдучију побуњеника (Зеленаша) против чиновника нове власти (Бјелаша) која је потрајала све до 1926. године. Унутар новоосноване Краљевине Срба, Хрвата и Словенаца, Црна Гора је реорганизована у Зетску област, а 1929. је проширена у Зетску бановину Краљевине Југославије.
У Другом свјетском рату Краљевину Југославију су 1941. напале и раскомадале силе Осовине, а затим су 12. јула 1941. основале и марионетску Независну Државу Црну Гору под италијанским протекторатом на челу са Секулом Дрљевићем. Већ сутрадан у Црној Гори је избио Тринаестојулски устанак под вођством КПЈ. Устанак је угушен до половине августа 1941. Током рата, америчка авијација је најтеже бомбардовала Подгорицу 5. маја 1944, а британска 6. новембра исте године. Партизани су 1944. успјели да ослободе Црну Гору, која је послије рата постала једна од шест република ФНРЈ са сједиштем у поново изграђеном Титограду (данашњој Подгорици).
Петнаестог априла 1979. Црну Гору је погодио разорни земљотрес. Више од 100.000 људи је остало без кућа, 450 села је уништено, стари грац у Улцињу је уништен, бројни споменици културе су уништени а 101 особа је погинула.
Након Антибирократске револуције крајем 1988. и почетком 1989. на власт у Црној Гори долази група политичара окупљена око Момира Булатовића, Мила Ђукановића и Светозара Маровића, који су заступали политику Слободана Милошевића у Црној Гори. Послије увођења вишестраначја у СФРЈ, побједу на првим изборима у Црној Гори однела је Демократска партија социјалиста (реформисани Савез комуниста Црне Горе), предсједник Црне Горе је постао Момир Булатовић, док је Мило Ђукановић постао премијер.
Послије распада СФРЈ, грађани Црне Горе су на референдуму из 1992. подржали њен останак у федерацији са Србијом. Због њене улоге у ратовима у бившој Југославији, новој држави су 1992. године биле уведене економске санкције, па је прошла и кроз период хиперинфлације 1993-1994.
Ђукановић је 1996. почео да се дистанцира од политике Слободана Милошевића и дошао је у сукоб са својим партијским колегом, предсједником Црне Горе Момиром Булатовићем. Обојица су се као представници ДПС кандидовали за мјесто предсједника Црне Горе на изборима 1997. на којима је тијесну побједу однио Ђукановић. Поред пораза на изборима, Булатовићева фракција је поражена и у ДПС-у, па је Булатовић основао нову странку — Социјалистичку народну партију.
Црна Гора је у мањој мјери од Србије била изложена ударима НАТО пакта, током бомбардовања СРЈ. У Црној Гори је 6. новембра 1999. уведена њемачка марка као званична валута, прво упоредо са југословенским динаром, а касније као једина званична валута.
Послије 2000. године, Ђукановић се отворено почео залагати за независност Црне Горе. Савезна Република Југославија је 2003. реорганизована у Државну заједницу Србија и Црна Гора, уз могућност да се након три године распише референдум о независности чланица. На референдуму 21. маја 2006, већина од 55,5% се изјаснила за опцију независне Црне Горе. Независност Црне Горе је проглашена 3. јуна 2006. године.
Дана 28. јуна 2006. Црна Гора је постала 192. чланица Уједињених нација, а 11. маја 2007, 47. чланица Савјета Европе.
Закључно са 20. јануаром 2016. године Црну Гору као независну државу не признаје 14 свјетских држава. То су углавном површински мале државе, међутим има и изузетака попут Нигерије, Камеруна, и Танзаније.
Дана 5. јуна 2017. године, Црна Гора се придружила НАТО-у као његова 29. чланица.
У децембру 2019. отпочели су масовни протести због контраверзног Закона о слободи вјерисповјести, којим се оспоравала комплетна имовина Српске православне цркве. Осамнаест парламентараца из редова опозиције је ухапшено прије гласања о закону. Протести су настављени у Јануару 2020, праћени са блокадама путева. Током трајања протеста нападнута су црквена лица а низ грађана је ухапшен.

## Политика
Црна Гора је дефинисана као грађанска, демократска, еколошка и држава социјалне правде, заснована на владавини права. Важећи Устав Црне Горе је донијет 22. октобра 2007. године.
Предсједник Црне Горе се бира на период од 5 година путем непосредних избора. Према Уставу Црне Горе, предсједник представља државу у својој земљи и иностранству, проглашава законе, расписује парламентарне изборе, предлаже кандидате за премијера, предсједника и судије Уставног суда скупштини Црне Горе, предлаже скупштини расписивање референдума, одобрава амнестију за криминална дјела, додјељује одликовања и награде и извршава остале дужности прописане уставом. Предсједник је такође члан Врховног савјета одбране. Тренутни предсједник Црне Горе је Јаков Милатовић.
Садашњу владу Црне Горе чине премијер, потпредсједници владе и министри. Милојко Спајић је садашњи предсједник владе Црне Горе.
Скупштина Црне Горе доноси све законе у Црној Гори, усваја међународне споразуме, бира премијера, министре и судије, усваја буџет и врши друге дужности прописане уставом. Скупштина може изгласати неповјерење влади простом већином. Један посланик представља око 6.000 гласача. У Скупштину се бира 81 посланик. Посљедњи парламентарни избори у Црној Гори одржани су 11. јуна 2023. године. Тренутни предсједник Скупштине Црне Горе је Андрија Мандић.

### Државни симболи
Застава Црне Горе је црвене боје, размјера 1:2, са златним обрубом у размјери 1:20 и грбом Црне Горе у средини. Грб Црне горе је златни двоглави орао са раширеним крилима. На главама окренутим једна од друге стоји златна круна са крстом, на грудима на плавој и зеленој позадини је златни лав у покрету. Орао у канџама има два предмета, симболе духовне и свјетовне власти, један у једној, други у другој канџи. Овај грб има иначицу и на црвеној позадини. Химна Црне Горе је пјесма Ој, свијетла мајска зоро.

### Војска
Војска Црне Горе броји око 3100 припадника, а опрема и официрски кадар су насљеђени од Војске Србије и Црне Горе. Обавезно служење војног рока је укинуто 30. августа 2006. указом предсједника Филипа Вујановића.
Црна Гора је задржала цјелокупну поморску силу Србије и Црне Горе, али је она знатно смањена. У плану је ратно ваздухопловство у чијем саставу не би били млазни авиони, већ само транспортни и борбени хеликоптери. Црна Гора је чланица НАТО пакта и програма Партнерство за мир.

## Административна подјела
Црна Гора је административно подјељена на глави град (Подгорицу) у чијем саставу су двије градске општине (Голубовци и Тузи), пријестоницу (Цетиње) и 21. општину.
| - Андријевица - Бар - Беране - Бијело Поље - Будва - Гусиње - Даниловград | - Жабљак - Колашин - Котор - Мојковац - Никшић - Петњица - Плав | - Плужине - Пљевља - Рожаје - Тиват - Улцињ - Херцег Нови - Шавник |

У Црној Гори постоји 1256 насеља од којих су 40 градског типа.

### Градови
Највећи и главни град Црне Горе је Подгорица, док Цетиње има статус престонице. Други већи градови су Никшић и Пљевља.

## Становништво

### Етнички састав
Према попису из 2023. било је 623.633 становника. Црна Гора је вишенационална држава без етничке већине. Највеће етничке групе представљају Црногорци, који чине 41,1% становништва и Срби, који чине 32,9% становништва. Мање етничке групе чине Бошњаци, Албанци, Муслимани и Хрвати. Број Црногораца и Срба увелико варира од пописа до пописа због промјена у начину на који људи перципирају, доживљавају или бирају да изразе свој идентитет и етничку припадност. Процјењује се да има 20.000 Рома.
Етнички састав према резултатима пописа становништва из 2011. године:
|           | Укупан број | %     |
| Црногорци | 278.865     | 44,69 |
| Срби      | 178.110     | 28,73 |
| Бошњаци   | 53.605      | 8,65  |
| Албанци   | 30.439      | 4,91  |
| Муслимани | 20.537      | 3,31  |
| Роми      | 6.251       | 1,01  |
| Хрвати    | 6.021       | 0,97  |
| остали    | 46.201      | 7,44  |
| УКУПНО    | 620.029     | 100   |

| Становништво Црне Горе по етничкој припадности‍ | Становништво Црне Горе по етничкој припадности‍ | Становништво Црне Горе по етничкој припадности‍ | Становништво Црне Горе по етничкој припадности‍ | Становништво Црне Горе по етничкој припадности‍ |
| ---------------------------------------------- | ---------------------------------------------- | ---------------------------------------------- | ---------------------------------------------- | ---------------------------------------------- |
|                                                |                                                |                                                |                                                |                                                |
| Црногорци                                      | Црногорци                                      |                                                | 0                                              | 44,69%                                         |
| Срби                                           | Срби                                           |                                                | 0                                              | 28,73%                                         |
| Бошњаци                                        | Бошњаци                                        |                                                | 0                                              | 8,65%                                          |
| Албанци                                        | Албанци                                        |                                                | 0                                              | 4,91%                                          |
| Муслимани                                      | Муслимани                                      |                                                | 0                                              | 3,31%                                          |
| Роми                                           | Роми                                           |                                                | 0                                              | 1,01%                                          |
| Хрвати                                         | Хрвати                                         |                                                | 0                                              | 0,97%                                          |

### Језички састав
По Уставу из 2007. црногорски језик је проглашен службеним језиком Црне Горе. Међутим, већина грађана Црне Горе, по попису становништва из 2023. године, се изјаснила да говори српским језиком ијекавског изговора. Поред ова два језика, признати су још и албански, бошњачки и хрватски језик.
Од 2023. све гласнији су захтеви да српски језик, као што је и био пре 2007. године, уврсти као службени језик Црне Горе, с обзиром да се већина грађана тако изјашњава по питању матерњег језика.
Језички изјашњавање према резултатима пописа становништва из 2023. године:
|                           | Број    | %     |
| српски                    | 269.307 | 43,18 |
| црногорски                | 215.299 | 34,52 |
| бошњачки, као bosanski    | 43.470  | 6,97  |
| албански                  | 32.725  | 5,25  |
| руски                     | 14.731  | 2,26  |
| српскохрватски            | 12.999  | 2,08  |
| није хтјело да се изјасни | 10.691  | 1,71  |
| УКУПНО                    | 667.650 | 100   |

| Становништво Црне Горе по матерњем језику‍ | Становништво Црне Горе по матерњем језику‍ | Становништво Црне Горе по матерњем језику‍ | Становништво Црне Горе по матерњем језику‍ | Становништво Црне Горе по матерњем језику‍ |
| ----------------------------------------- | ----------------------------------------- | ----------------------------------------- | ----------------------------------------- | ----------------------------------------- |
|                                           |                                           |                                           |                                           |                                           |
| српски језик                              | српски језик                              |                                           | 0                                         | 43,18%                                    |
| црногорски језик                          | црногорски језик                          |                                           | 0                                         | 34,52%                                    |
| бошњачки језик, као bosanski              | бошњачки језик, као bosanski              |                                           | 0                                         | 6,97%                                     |
| албански језик                            | албански језик                            |                                           | 0                                         | 5,25%                                     |
| руски језик                               | руски језик                               |                                           | 0                                         | 2,26%                                     |
| српскохрватски језик                      | српскохрватски језик                      |                                           | 0                                         | 2,08%                                     |
| нису хтјели да се изјасне                 | нису хтјели да се изјасне                 |                                           | 0                                         | 1,71%                                     |

### Вјерски састав
По Уставу Црне Горе, све вјерске организације имају једнака права и одвојене су од државе.
Већина грађана Црне Горе је православне вјере. Током читаве историје, грађани Црне Горе су вјерници Српске православне цркве, који су окупљени око Митрополије црногорско-приморске и Епархије будимљанско-никшићке. У Црној Гори од 1993. године дјелује и канонски непризната Црногорска православна црква (ЦПЦ-1993), а од 2018. године упоредо са њом се појавила још једна неканонска Црногорска православна црква (ЦПЦ-2018). Такође, у држави постоји и значајан број сунитских муслимана који имају своју Исламску заједницу Црне Горе. Католички вјерници су организоване око Барске надбискупије и Которске бискупије.
Вјерски састав према резултатима пописа становништва из 2011. године:
|             | Број    | %     |
| православци | 446.858 | 72,07 |
| муслимани   | 118.477 | 19,11 |
| католици    | 21.299  | 3,44  |
| остали      | 27.756  | 5,38  |
| УКУПНО      | 620.029 | 100   |

| Становништво Црне Горе по вјерској опредијељености‍ | Становништво Црне Горе по вјерској опредијељености‍ | Становништво Црне Горе по вјерској опредијељености‍ | Становништво Црне Горе по вјерској опредијељености‍ | Становништво Црне Горе по вјерској опредијељености‍ |
| -------------------------------------------------- | -------------------------------------------------- | -------------------------------------------------- | -------------------------------------------------- | -------------------------------------------------- |
|                                                    |                                                    |                                                    |                                                    |                                                    |
| православци                                        | православци                                        |                                                    | 0                                                  | 71,1%                                              |
| муслимани                                          | муслимани                                          |                                                    | 0                                                  | 19,99%                                             |
| католици                                           | католици                                           |                                                    | 0                                                  | 3,44%                                              |
| остали                                             | остали                                             |                                                    | 0                                                  | 5,38%                                              |

Вјерски састав према резултатима пописа становништва из 2023. године:
|             | Број    | %     |
| православци | 443.394 | 71,10 |
| муслимани   | 124.668 | 19,99 |
| католици    | 21.299  | 3,44  |
| остали      | 14.260  | 5,47  |
| УКУПНО      | 667.650 | 100   |

| Становништво Црне Горе по вјерској опредијељености‍ | Становништво Црне Горе по вјерској опредијељености‍ | Становништво Црне Горе по вјерској опредијељености‍ | Становништво Црне Горе по вјерској опредијељености‍ | Становништво Црне Горе по вјерској опредијељености‍ |
| -------------------------------------------------- | -------------------------------------------------- | -------------------------------------------------- | -------------------------------------------------- | -------------------------------------------------- |
|                                                    |                                                    |                                                    |                                                    |                                                    |
| православци                                        | православци                                        |                                                    | 0                                                  | 72,07%                                             |
| муслимани                                          | муслимани                                          |                                                    | 0                                                  | 19,11%                                             |
| католици                                           | католици                                           |                                                    | 0                                                  | 3,44%                                              |
| остали                                             | остали                                             |                                                    | 0                                                  | 5,47%                                              |

### Генетика
Према резултатима генетских истраживања, која не спадају у званична статистичка истраживања, већ су рађена на основу узорка, међу становништвом Црне Горе, најзаступљеније су следеће патрилинеарне (Y-ДНК) хаплогрупе:
- Хаплогрупа I (40,1%)
- Хаплогрупа E (21,4%)
- Хаплогрупа R (20,9%)
- Хаплогрупа J (10,9%)
- Хаплогрупа N (5,2%)
- Хаплогрупа G (1,4%)

## Привреда
Најважнија рудна богатства Црне Горе су руде боксита, жељезне руде и угља. Главне индустријске дјелатности су прерада дувана, соли и алуминијума.
Од укупне површине Црне Горе (13.812 км²), пољопривредно земљиште обухвата 5.165 км² или (37,40%). Површина укупног обрадивог земљишта је 1899 км² или 13,75% укупне површине земљишта у Црној Гори. Од пољопривредних култура гаје се житарице, кромпир, дуван, винова лоза, агруми, маслине и смокве.
Туризам је врло значајан за привреду Црне Горе.
Године 1999, као званична валута је уместо југословенског динара уведена њемачка марка, а од 2002. платежно средство у Црној Гори је евро.
Године 2007. запослено је било 156.408 становника, највише у секундарном и терцијарном сектору. Црна Гора је од 18. јануара 2007. чланица Светске банке и Међународног монетарног фонда.
Минималне потрошачке корпе у Црној Гори је децембра 2023. била 830 евра, што је мање него просечна плата која је према подацима за новембар 2023. износила 807 евра.
Од 2013. године, минимална зарада у Црној Гори је €288,5 бруто и €193 нето, што је 37% просјечне плате у Црној Гори. Кеитзов индекс (однос између минималне и просечне зараде у земљи) од 1. јула 2019. године је порастао и чини (у просеку €512 и минимум €222) око 43%.

### Електропривреда
Производња електричне енергије у Црној Гори обавља се у термоелектрани „Пљевља” и хидроелектранама „Мратиње” и „Перућица”. Производња електричне енергије у 2007. години била је 2363 GWh. Капацитети ових електрана не задовољавају потребе Црне Горе па је она принуђена увозити електричну енергију.
Због ових потреба, планира се изградња и другог блока термоелектране у Пљевљима, хидроелектране на Комарници и 4 хидроелектране на Морачи за додатних 407 GWh годишње, као и изградња минихидроелектрана на 43 водотока.

### Саобраћај
Црна Гора је по свом положају медитеранска и балканска земља, па је и главни саобраћајни правац у земљи веза између лука на Јадрану и балканске унутрашњости у залеђу. Главна тешкоћа земље је њен веома изражен планински карактер и непроходност, што је знатно допринијело спором развоју саобраћаја у земљи.
Укупна дужина жељезничке мреже у Црној Гори је 250 км. У земљи постоје двије жељезничке линије. Важнија је Бар-Подгорица-Бијело Поље (Србија) и дио је пруге Београд-Бар. То је и једина електрифицирана железничка линија у земљи. Друга пруга је пруга Никшић-Подгорица-Божај (Албанија). Једини жељезнички чвор је Подгорица.
Укупна дужина путева у Црној Гори је око 7.000 км, а дужина магистралних и регионалних путева је 1.847 км. Од око 5100 км локалних и некатегорисаних путева, око 50% је у чврстој подлози (асфалт, бетон). Деоница Подгорица-петља Матешево у оквиру будућег аутопута Бар-Бољари (граница са Србијом) отворена је 2022.године у дужини 41 км . Овиме се значајно скраћује путовање са севера на југ земље. Са друге стране, посебност Црне Горе је број тунела и мостова на њеним путевима. Године 2006. отворен је тунел Созина, којим је знатно скраћен пут између јадранске обале и залеђа. Такође постоје планови за изградњу ауто-пута Београд-Бар и моста преко мореуза Вериге у Боки Которској.
Црна Гора је поморска земља са дугом поморском традицијом. Бокељи и Бока Которска добар дио своје историје везују за море и поморство. Котор је био старо поморско средиште овог дијела Јадрана. Данас, лука са највећим значајем за привреду земље и привреду Србије је лука Бар. Такође, постоји редовна поморска линија фериботом Бар-Бари. Котор, Тиват и Зеленика, сви у Боки, су мање луке.
Од слатких вода (ријеке, језера) пловно је Скадарско језеро и његова притока, Ријека Црнојевића, око ушћа. Овај вид воденог саобраћаја је слабо развијен и изводи се најчешће мањим пловилима (чамци).
У Црној Гори постоје двије ваздушне луке, аеродром Подгорица и аеродром Тиват, те неколико мањих аеродрома. Подгорички аеродром је најважнији у земљи, док је тиватски важан за љетњи туризам. Осим ова два, постоје и мањи аеродроми на сјеверу и истоку земље (Беране, Жабљак, Никшић), али они нису опремљени за прихват већих летјелица и значајни су на нивоу државе.

### Туризам
Црна Гора има добре услове за развој свих врста туризма, пошто посједује лијепе плаже, планински регион на сјеверу, богату вјерску и културну баштину и добро очувану природну средину. Црна Гора је била познато туристичко одмаралиште током 1980-их, али је због ратова вођених у околним држава током 1990-их њен имиџ туристичке дестинације нарушен. Црногорски туризам није почео да се опоравља до почетка 2000-их, а од тада се знатно повећао број туриста и ноћења. У 2016-тој Црну Гору је посетило 1.813.817 туриста од тога 91,62% страних који их је било за 6,15% више у односу на претходну годину.
Скоро све економске активности Црне Горе усмјерене су на развој туризма. Влада Црне Горе је себи за циљ поставила развој Црне Горе у елитну туристичку дестинацију.
Познате туристичке дестинације у Црној Гори су:
- Свети Стефан — некада рибарско село, данас град-хотел
- стари град у Котор — под заштитом Унеска
- Бока Которска
- Будва
- Улцињ и Ада Бојана
- манастир Острог
- Ловћен — национални парк на ком се налази маузолеј Петра II Петровића Његоша
- Цетиње — историјска престоница Црне Горе
- Дурмитор

## Култура
Култура Црне Горе је обликована разноврсношћу утицаја кроз своју историју. Утицај православља, словенства, централне Европе, ислама и поморске медитеранске културе (из дијелова Италије, попут Млетачке републике) били су присутни у посљедњих неколико вијекова. Подгорица и Цетиње су најважнији центри културе и умјетности у држави. У Будви се сваког љета одржава умјетничка манифестација Будва-град театар.
Црна Гора има бројне значајне културне и историјске споменике, укључујући споменике из прероманике, готике и барока. Црногорско приморје је познато по својим вјерским споменицима, укључујући катедралу светог Трипуна у Котору, базилику светог Луке (стару више од 800 година), цркву Госпа од Шкрпјела, манастир Савину и остале. Средњовјековни манастири Црне Горе садрже хиљаде квадратних метара фресака. Најпознатији православни манастири у Црној Гори су: Цетињски манастир, манастир Морача и манастир Острог.

### Књижевност
Први књижевни радови са ових простора потичу из преднемањићког доба, при чему се најстаријим познатим књижевним дјелом сматра „Краљевство Словена” написано у Бару, чији поједини дијелови потичу из прве половине 11. вијека.
У Цркви Светог Петра у Бијелом Пољу је настао богато илустрован рукопис Мирослављево јеванђеље, највјероватније писан око 1190. године по наруџби хумског кнеза Мирослава. У цетињској штампарији Ђурђа Црнојевића 1494. године, штампан је првогласник Октоих, који се сматра првом ћириличном штампаном књигом Јужних Словена.
Најпознатији књижевник Црне Горе је Петар II Петровић Његош („Горски вијенац”,„Огледало српско”, „Лажни цар Шћепан Мали”, „Луча микрокозма”). Други значајни писци су Стјепан Митров Љубиша и Марко Миљанов („Примјери чојства и јунаштва”, „Живот и обичаји Арбанаса”). Од новијих књижевника из Црне Горе најпознатији су Михаило Лалић, Радован Зоговић и Бранимир Шћепановић.

### Музика
Традиционални народни музички инструмент у Црној Гори су гусле, док је традиционална народна игра оро. То је игра у којој играчи стоје у кругу наслоњени једни другима на рамена док један или двојица играча стоје у средини.
У Црној Гори се одржавају љетњи фестивали поп-музике Пјесма Медитерана у Будви, Сунчане скале у Херцег-Новом и фестивал изворне музике Цетиње Фест.

### Образовање
Образовање дјеце почиње у предшколским установама или основним школама. Дјеца се уписују у основне школе у 6. години живота, а основно образовање траје девет година. Ђаци даље могу наставити образовање у средњим школама, које трају 3 или 4 године.
У Црној Гори дјелује Универзитет Црне Горе, основан је 29. априла 1974. године. Настао је спајањем три факултета: Економског, Техничког и Правног из Титограда, двије више школе: Педагошке академије из Никшића и Више поморске школе из Котора, као и три самостална научна института: Историјског, Пољопривредног и Института за биолошка и медицинска истраживања, добивши тада име Универзитет у Титограду. Годину дана након оснивања име мијења у Универзитет ”Вељко Влаховић”, а 1992. године у Универзитет Црне Горе, како се и данас зове. Факултети овог Универзитета се налазе у Подгорици, Никшићу, Цетињу, Котору и Херцег Новом.

### Свјетска културна баштина Унеска
Организација Уједињених нација за образовање, науку и културу (Унеско) Свјетска баштина ставила је следеће локалитете у Црној Гори под својом заштитом уврстивши их у места од изузетног значаја за светску културу, науку и образовање.
- Природни и културно-историјски регион града Котора (1979)[77]
- Дурмитор Национални парк Дурмитор (1980)[77]
- 2016 — Стећци, средњовековни надгробни споменици (заједнички номиновале Босна и Херцеговина, Хрватска, Црна Гора и Србија)[77]

### Кухиња
Црногорска кухиња је резултат географског положаја Црне Горе и њене дуге историје.
Италијански утицај на традиционална јела у континенталном дијелу Црне Горе и њеној јадранској обали је видљив у начину припремању хлеба, меса, сира, вина и алкохолних пића, супа и чорби, паленте, пуњене паприке, ћуфти, приганица, раштана итд.
Други велики утицај потиче са Леванта и из Турске, и огледа се у припремању сарме, мусаке, пилава, пита, бурека, ћевапа, кебаба, баклаве, итд. Мађарска јела гулаш, сатараш и ђувеч су такође честа. Утицај континенталне Европе је највише трага оставио на припремање десерата: крофни, џемова, бројних врста бисквита и колача.
Црногорска кухиња зависи од географског положаја, пошто се јела која се служе на приморју разликују од јела у сјеверним брдским предјелима. На приморју је велик утицај медитеранске кухиње, са уобичајеним јелима од морских плодова (рибе, хоботнице, шкампе и лигње).
Од црногорских јела позната је његушка пршута. Познате врсте вина из Црне Горе су вранац (црно вино) и крстач (бијело вино). Такође су познате и цицвара и качамак.

### Спорт
Црногорски олимпијски комитет јула 2007. примљен је у чланство Међународног олимпијског комитета, а Црна Гора се као самостална држава први пут појавила на Олимпијским играма 2008. у Пекингу. Прву медаљу, сребро, освојила је женска рукометна репрезентација на Љетњим олимпијским играма 2012. одржаним у Лондону.
Прва лига Црне Горе у фудбалу је највише фудбалско такмичење у Црној Гори, у организацији Фудбалског савеза Црне Горе. Лига је настала 2006/07. после референдума о осамостаљењу Црне Горе. До тада, црногорски клубови су играли у јединственој лиги Србије и Црне Горе.
Ватерполо је један од најпопуларнијих спортова у држави. Репрезентација је освојила Европско првенство 2008. у Малаги на свом првом учешћу од раздвајања Србије и Црне Горе. Злато је освојено и у Светској лиги 2009. када је домаћин завршног турнира била Подгорица.
Од осталих спортова популарни су кошарка, одбојка, рагби, тенис, атлетика и борилачки спортови.
Клупски освајачи Лиге шампиона из Црне Горе су Женски рукометни клуб Будућност два пута, и Ватерполо клуб Приморац једном.

## Екологија
Црна Гора је прва земља на планети која се прогласила за еколошку државу када је Скупштина Републике Црне Горе 20. септембра 1991. на Жабљаку донијела „Декларацију о еколошкој држави Црној Гори”. Ставка о Црној Гори као еколошкој држави унијета је и у Устав Републике Црне Горе из 1992. године.
На територији Црне Горе постоји пет националних паркова: Дурмитор, Биоградска гора, Скадарско језеро, Ловћен и Проклетије.